# دونس
دَوْنَس هو جنس من الرخويات البحرية ذات الصدفتين الصغيرة الصالحة للأكل. تُعرف في جنوب شرق الولايات المتحدة باسم coquina وهي كلمة تُستخدم أيضًا للتعبير عن خرسانات الحجر الجيري الصلب لأصدافها وتلك الخاصة بالكائنات البحرية الأخرى. أنواعها منتشرة في بحار البلادة الحارة و المعتدلة الحرارة. أصدافها مثلثة الزوايا متساوية المصاريع لا متساوية الأضلع. مثاعبها أنبوبية شدية الطول، ثنائية طليقة. أرجلها مستطيلة تمكنها من القفز. تعيش بين الحصى والرمال المغمورة بالماء عند مصب الأنهار. لحومها جيدة الصنف مأكولة.